# Donsieders

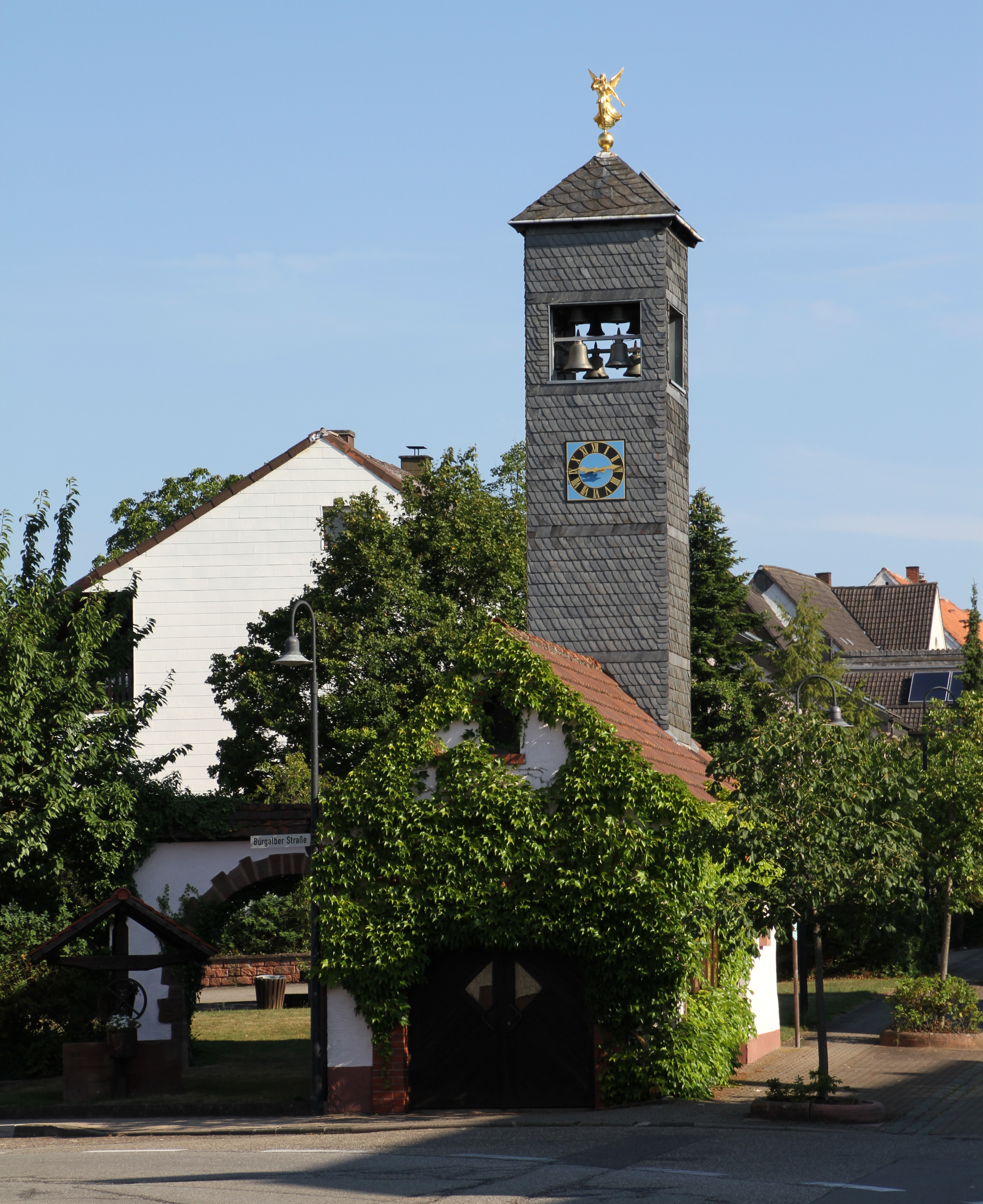
Dorfplatz mit Feuerwehrturm

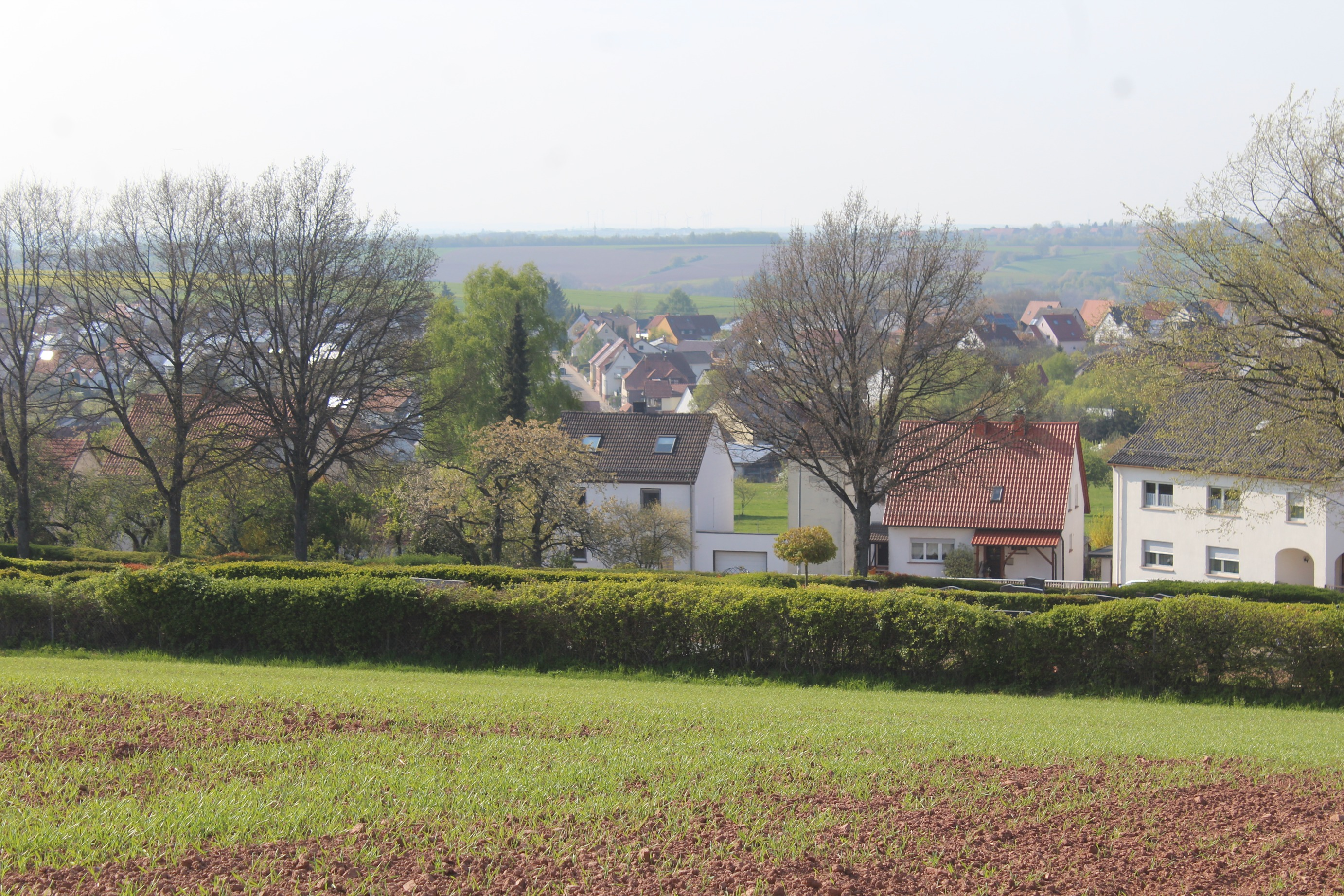
Blick auf das Siedlungsgebiet

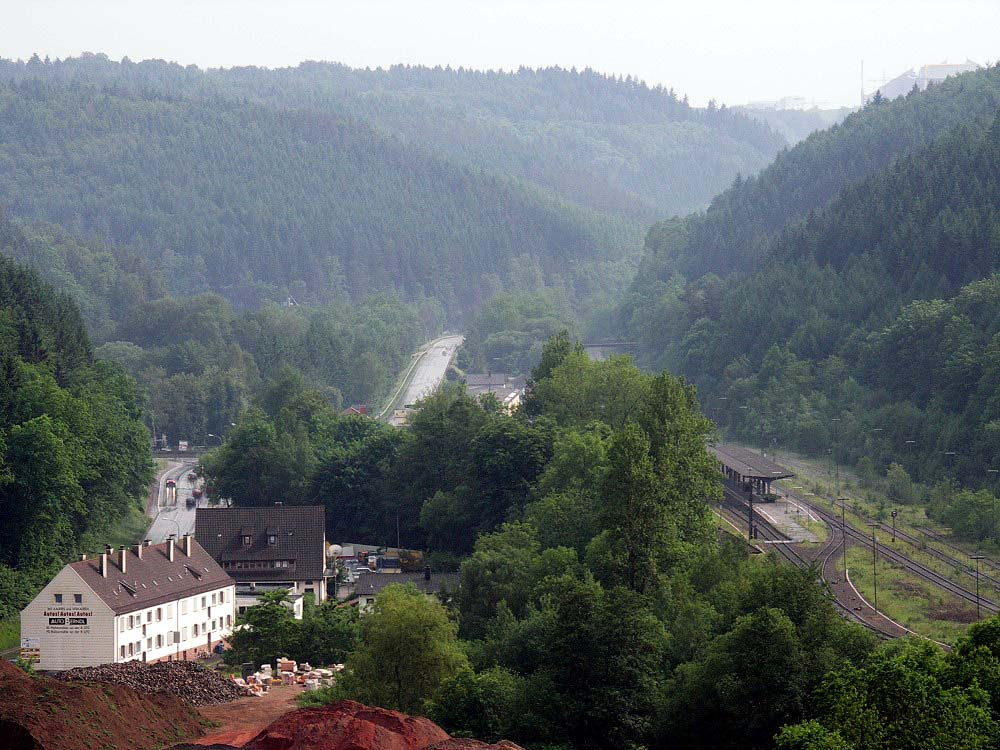
Biebermühle

Donsieders (Dunsiters) ist eine Ortsgemeinde im Landkreis Südwestpfalz in Rheinland-Pfalz. Sie gehört der Verbandsgemeinde Rodalben an, innerhalb derer sie hinsichtlich ihrer Einwohnerzahl die zweitkleinste und ihrer Fläche die kleinste Ortsgemeinde darstellt. Donsieders wurde 1295 das erste Mal urkundlich erwähnt.

## Geographie

### Geographische Lage
Donsieders liegt auf zwei parallelen Höhenrücken der Westricher Hochfläche an der westlichen Grenze des Naturparks Pfälzerwald und des Biosphärenreservats Pfälzerwald-Vosges du Nord am Übergang zur Landschaft des Westrich. Das Dorf entwickelte sich auf diesen Höhenrücken: Auf dem südlichen liegt der Eck genannte Ortsteil, er ist der Kern des historischen Donsieders. Dort lagen die Ursprünge des mittelalterlichen Weilers als Streusiedlung. Der nördliche Ortsteil, Neuland genannt, wurde ab dem Ende des 18. Jahrhunderts errichtet, verstärkt seit dem Ende des Deutsch-Französischen Krieges und dem wirtschaftlichen Aufschwung der Gründerzeit. Verbunden wurden beide Teile lange Zeit durch die Hauptstraße. Seit den 1980er Jahren wuchsen beide Teile durch die Bebauung des lange Zeit trennenden Taleinschnitts Stockbrunnen baulich zu einer Einheit zusammen. Zu Donsieders gehört der Weiler Biebermühle im Südwesten der Gemarkung und historisch der Diederberger Hof und eine Papiermühle.

### Geologie
Auf dem Gebiet von Donsieders herrscht der obere und mittlere Buntsandstein vor, dazu kommt, als Ausläufer vom Westrich vereinzelt unterer Muschelkalk. An den Rändern, im Nordwesten und Westen, wo die Hochfläche zum Schwarzbachtal hin abfällt, befindet sich der mittlere Buntsandstein der Karlstalschichten. Die Hochflächen sind mit schwach lehmigem Sand bis sandigem Lehm bedeckt; die Böden sind basenarm. Die Bodentypen sind Braunerde und Ranker sowie Übergangsgleye. Landschaftsökologisch besteht die Gemarkung Donsieders aus Hochfläche und Hanglagen. Der Buntsandstein erscheint öfter am Fuß von Hängen beispielsweise am Saufelsen, am Nesselfelsen oder am Hasterfelsen.

### Erhebungen und Gewässer
Die höchste Erhebung des Ortes ist mit 432 Metern der Orleberg. Im Westen des Dorfes entspringen die drei Quellen, die sich zu dem Bächlein Reezbach vereinigen. Es fließt durch das Rotzthal und mündet nach wenigen Kilometern in die Rodalb. Im Nordosten entspringt der Dietersbach.

### Vegetation und Flächennutzung
Die potenzielle natürliche Vegetation ist Perlgras-Buchenwald. 38,5 % der Gemarkungsfläche sind bewaldet, 49,2 % werden landwirtschaftlich genutzt. Die Wasserfläche beträgt 0,3 %, die Siedlungs- und Verkehrsfläche 12 %. Damit ist in den letzten 25 Jahren ein deutlicher Rückgang der landwirtschaftlich genutzten Fläche zu verzeichnen (1980: 57,1 %), Siedlungs- und Verkehrsfläche (1980: 8,2 %) und Wald (1980: 34,2 %) nahmen zu.

### Orts- und Gemarkungsnamen
Donsieders bedeutet langgestrecktes, zum Zwecke der Rodung ausgeschiedenes Waldland. Donsieders war demnach ein in gerodetem Waldgebiet entstandenes Dorf. Flurnamen deuten auf die den Ort umgebenden Waldgebiete hin: Kühnenwäldchen (Kiefernwäldchen), In den Erlen, An de Keschdebääm (Edelkastanien) oder Orleberg (Orle: mittelhochdeutsch für Ahorn). Dazu kamen im Laufe der Zeit Gemarkungsbezeichnungen, die sich auf die Nutzung der Flächen bezogen: Lange Gärten oder Hellgärten (Hanggärten) und Viehweideplätze wie die Farrenwiese, die wohl der Halter des Gemeindebullen nutzte oder ein Schofhenriche Trift genannter Weideplatz eines Einwohners mit dem Namen Heinrich Schaf. Viehhaltung war bis in die Mitte des 20. Jahrhunderts allgemein üblich. In Donsieders wurde Hanf und Flachs angebaut und am Reezbach zu Naturfasern für Seile und zu spinnfähigen Fasern weiterverarbeitet, so lässt sich aus dem Gemarkungsnamen Rotzthal schließen. In der Leimenkaut wurde Lehm zum Bau von Häusern und Scheunen gewonnen. Die Bauweise mit aus örtlichen Steinbrüchen gewonnenem solidem Sandstein setzte sich im Ort erst im 19. Jahrhundert durch.
Seit 1594 sind Flurbezeichnungen wie „vor borg“ oder „bey dem burg, so schloß genannt“ für ein Areal am westlichen Ende des Orleberges, südwestlich des heutigen Dorfes in der Nähe der Reezbachquellen überliefert. Der heutige Flurname lautet An der Burg. An der Burgstelle dieser hochmittelalterlichen Burg – ihr Name ist nicht bekannt – befindet sich eine große rechteckige Fläche. Dort wurden Reste von Mauerwerk, aufrecht stehende Felsplatten sowie Spuren gefunden, die auf einen Brunnenschacht hinweisen.

### Nachbargemeinden
Im Norden befindet sich Waldfischbach-Burgalben, im Osten Clausen und südlich liegt Rodalben. Die nächste größere Stadt ist das südwestlich gelegene Pirmasens.

## Geschichte

### Mittelalter
Heimatforscher gehen davon aus, dass Donsieders über das Schwarzbachtal aus dem Bliesgau besiedelt wurde und der Rodalb folgend man sich über das Tal des Reezbaches auf den Höhenzügen niederließ, wo im 12. Jahrhundert die Siedlung entstand.
Die älteste erhaltene Erwähnung von Donsieders stammt aus einer Urkunde über die Teilung der Grafschaft Zweibrücken von 1295, wo der Ort „Dunsutere“ genannt wird. Danach wurden unterschiedliche Schreibweisen verwandt, beispielsweise „Dunsithers“ (1315), „Donsiters“ (1470), „Dansieders“(1522), „Dhonseuters“ (1539) oder „Tuntzetters“ (1680). Die gegenwärtige Schreibweise ist seit 1837 im Gebrauch.
Das frühe Donsieders lag im Bann des Klosterhofes Burgalba, der zur Abtei Wadgassen gehörte. Das Dorf gehörte dann im ausgehenden Mittelalter zum Amt Lemberg der Grafschaft Zweibrücken-Bitsch und dort zur gleichnamigen Amtsschultheißerei Donsieders.

### Frühe Neuzeit
1570 verstarb Graf Jakob von Zweibrücken-Bitsch (* 1510; † 1570) als letztes männliches Mitglied seiner Familie. Das Amt Lemberg erbte seine Tochter, Ludovica Margaretha von Zweibrücken-Bitsch, die mit dem (Erb-)Grafen Philipp (V.) von Hanau-Lichtenberg verheiratet war. Ihr Schwiegervater, Graf Philipp IV. von Hanau-Lichtenberg, gab durch die sofortige Einführung des lutherischen Bekenntnisses dem streng römisch-katholischen Herzog Karl III. von Lothringen Gelegenheit, militärisch zu intervenieren, da dieser die Lehnshoheit über die ebenfalls zum Erbe gehörende Herrschaft Bitsch besaß. Im Juli 1572 besetzten lothringische Truppen die Grafschaft. Da Philipp IV. der lothringischen Übermacht nicht gewachsen war, wählte er den Rechtsweg. Beim anschließenden Prozess vor dem Reichskammergericht konnte sich Lothringen hinsichtlich der Herrschaft Bitsch durchsetzen, das Amt Lemberg dagegen – und somit auch Donsieders – wurde der Grafschaft Hanau-Lichtenberg zugesprochen.
Historisch verbürgt ist der Neuaufbau nach den Zerstörungen des Dreißigjährigen Krieges auf den Resten des alten Dorfes.
Durch die Reunionspolitik Frankreichs fielen 1680 die im Elsass gelegenen Teile der Grafschaft Hanau-Lichtenberg unter die Oberhoheit Frankreichs. Dazu zählten aber nur drei Dorfschaften des Amtes Lemberg.
1736 starb mit Graf Johann Reinhard III. der letzte männliche Vertreter des Hauses Hanau. Aufgrund der Ehe seiner einzigen Tochter, Charlotte (* 1700; † 1726), mit dem Erbprinzen Ludwig (VIII.) (* 1691; † 1768) von Hessen-Darmstadt fiel die Grafschaft Hanau-Lichtenberg dorthin. Im Zuge der Französischen Revolution fiel dann der linksrheinische Teil der Grafschaft Hanau-Lichtenberg – und damit auch das Amt Lemberg und Donsieders – 1793 an Frankreich.
Von 1798 bis 1814, als die Pfalz ein Teil der Französischen Republik (bis 1804) und anschließend ein Teil des Napoleonischen Kaiserreichs war, war der Ort in den Kanton Pirmasens eingegliedert und unterstand der Mairie Rodalben. Nach dem Ende der napoleonischen Herrschaft wurde Münchweiler 1815 zunächst Österreich zugeschlagen. Ein Jahr später wechselte der Ort in den bayerischen Rheinkreis. Von 1818 bis 1862 gehörte er dem Landkommissariat Pirmasens an; aus diesem ging das Bezirksamt Pirmasens hervor.

### Donsieders im 20. Jahrhundert
Um die Wende zum 20. Jahrhundert wurde allmählich die Infrastruktur des Dorfes verbessert. Als erste moderne Errungenschaft wurde am 20. Dezember 1898 im Dorf eine eigene Postagentur – damals Postexpedition genannt – eingerichtet; sie bestand bis Anfang des 21. Jahrhunderts.
Bis zur Jahrhundertwende wurde Wasser aus öffentlichen und privaten Brunnen geschöpft. Im Jahre 1899 wurde mit dem Bau einer Wasserleitung begonnen, diese wurde 1902 in Betrieb genommen. 1910 kostete die Jahrespauschale für die Mindestabnahmemenge von 25 Kubikmetern acht Reichsmark, für jeden Kubikmeter mehr wurden in der Winterhälfte zehn und in der Sommerhälfte zwanzig Pfennig berechnet. Ab Juni 1933 wurde der Bezug aus den öffentlichen Wasserleitungen obligatorisch.

#### Weimarer Republik
In den Zeiten der Weimarer Republik waren Landwirtschaft und Schuhindustrie die dominierenden Wirtschaftszweige; die erwerbstätige Bevölkerung bestand im Wesentlichen aus Bauern und Schuhfabrikarbeitern, Letztere arbeiteten in der Regel in den Schuhfabriken der umliegenden Ortschaften und bewirtschafteten noch einen eigenen Garten oder eine kleine Feldwirtschaft. Die Schuhfabrikarbeiter waren mehrheitlich in den zwanziger Jahren über längere Zeiträume arbeitslos.
Bei den Wahlen der Weimarer Republik konnten die linken Parteien im dörflichen Milieu von Donsieders nur eine geringe Anzahl von Stimmen verbuchen. Das rechte Lager dominierte, dort behielten durchgehend die bürgerlich-katholischen Kräfte die Mehrheit.
Bei den Wahlen zur Verfassunggebenden Deutschen Nationalversammlung am 19. Januar 1919 wurde in Donsieders mit 176 abgegebenen Stimmen (von 346 Wahlberechtigten) der von der Bayerischen Volkspartei und dem Zentrum nominierte Johann Sophian Richter aus Landau gewählt; Richter war dort einer von sechs pfälzischen Abgeordneten.
Die Wahlen zum Reichstag 1924 zeigen eine deutliche Trennung entlang der im Dorf damals scharf gezogenen konfessionellen Trennungslinie zwischen dem katholischen und dem evangelischen Teil der Bevölkerung:
| Reichstagswahlen vom 7. Dezember 1924 in Donsieders und der Pfalz |                        |                                  |                 |      |      |         |                   |
| Partei                                                            | Bayerische Volkspartei | Christlich Nationale Volkspartei | DVP             | KPD  | SPD  | Zentrum | Freiheitsbewegung |
| Stimmenanteil in % Donsieders                                     | 34,4                   | 30,5                             | 11,2            | 10,7 | 8,6  | 2,9     | 1,6               |
| Stimmenanteil in % in der Pfalz                                   | 15,6                   | 23,6                             | -- (nachtragen) | 8,1  | 26,8 | 11,6    | 1,9               |

Die Parteien der katholischen Wähler waren bei diesen Wahlen in der Pfalz die Bayerische Volkspartei und eine neugegründete gleichfalls katholische Zentrumspartei. Evangelischerseits gab es die Christlich Nationale Volkspartei. Damit zeichnete sich für das Dorf eine politisch-konfessionelle Zweiteilung ab, die auch in der übrigen Pfalz gut dokumentiert ist.
In der Folgezeit wechselte der protestantische Teil der pfälzischen Wählerschaft aus dem nationalen ins nationalsozialistische Lager, der katholische Teil blieb vergleichsweise stabil bei Bayerischer Volkspartei beziehungsweise Zentrum.
| Ergebnisse der Reichstagswahlen 1932 und 1933 in Donsieders |             |       |      |     |      |                   |     |
| Partei                                                      | Zentrum/BVP | NSDAP | KPD  | SPD | CSVP | Wirtschaftspartei | DVP |
| Wahl am 6. November 1932                                    | 45          | 36    | 13,7 | 2,7 | 1    | 0,7               |     |
| Wahl am 5. März 1933                                        | 46,5        | 40,8  | 5,9  | 2,4 | 2,9  | nicht angetreten  | 0,9 |

#### Nationalsozialismus
Zu Beginn der Ära des Nationalsozialismus war das Dorf – wie weite Teile der ländlichen Pfalz – im Wesentlichen entlang der konfessionellen Grenzen politisch geteilt, in einen überwiegend katholischen, am Zentrum sich orientierenden Teil und einen überwiegend evangelischen, den Nationalsozialismus wählenden. 1939 wurde Donsieders in den Landkreis Pirmasens (ab 1997 Landkreis Südwestpfalz) eingegliedert.
Nach Kriegsbeginn wurde auf der Gemarkung Donsieders im Bereich des heutigen Umspannwerkes auf der Biebermühle ein Lager für Zwangsarbeiter eingerichtet. Dies war das Verteillager für den Arbeitsamtsbezirk Pirmasens, es trug die offizielle Bezeichnung Durchgangslager (Dulag) Pirmasens-Nord; manchmal wurde es auch Lager Biebermühle genannt. Unmittelbar neben diesem lag ein großes Fremdarbeiterlager der Reichsbahn, Bahnmeisterei Pirmasens-Nord.

#### Kriegsfolgen
Aus Donsieders starben im Zweiten Weltkrieg 68 Soldaten. 1944 wurden durch einen Fliegerangriff zwei Häuser teilweise zerstört, ein Kind kam ums Leben. Im März 1945 wurde ein Haus in der Gartenstraße durch eine Phosphorbombe in Brand gesetzt und zerstört. Beim Einmarsch der Amerikaner am 21. März 1945 gegen 21 Uhr wurden eine örtliche Zivilistin und ein Franzose, der als Kriegsgefangener bei einem Bauern arbeitete, erschossen.
Die 504 in der Region gestorbenen Zwangsarbeiter, die auf dem von der Gemeinde Donsieders eigens für sie angelegten Friedhof oberhalb der Lager beerdigt worden waren, wurden im Juli 1950 auf Anordnung der französischen Militärregierung exhumiert. Die meisten wurden auf dem Ehrenfeld für sowjetische Opfer des Nationalsozialismus auf dem Waldfriedhof in Mainz-Mombach beigesetzt. 35 polnische Staatsangehörige wurden auf den Friedhof in Donsieders umgebettet, ihre Gräber sind heute noch erhalten.
Nach dem Krieg nahm die Gemeinde 65 Neubürger aus den ehemals deutschen Ostgebieten auf. Diese hatten teils durch Vertreibung ihre Heimat verloren, teils waren sie bei Kriegsende als Soldaten der Wehrmacht an der Westfront eingesetzt und sind dann in Westdeutschland geblieben. Um die durch den Zuzug der Neubürger entstandene Wohnungsnot zu lindern, wurden ab 1950 zwischen der Triftstraße und der Burgalber Straße drei Häuser mit zwölf Wohnungen gebaut.

#### Nachkriegszeit
Nach dem Zweiten Weltkrieg wurde die Gemeinde innerhalb der französischen Besatzungszone ein Teil des damals neu gebildeten Landes Rheinland-Pfalz.

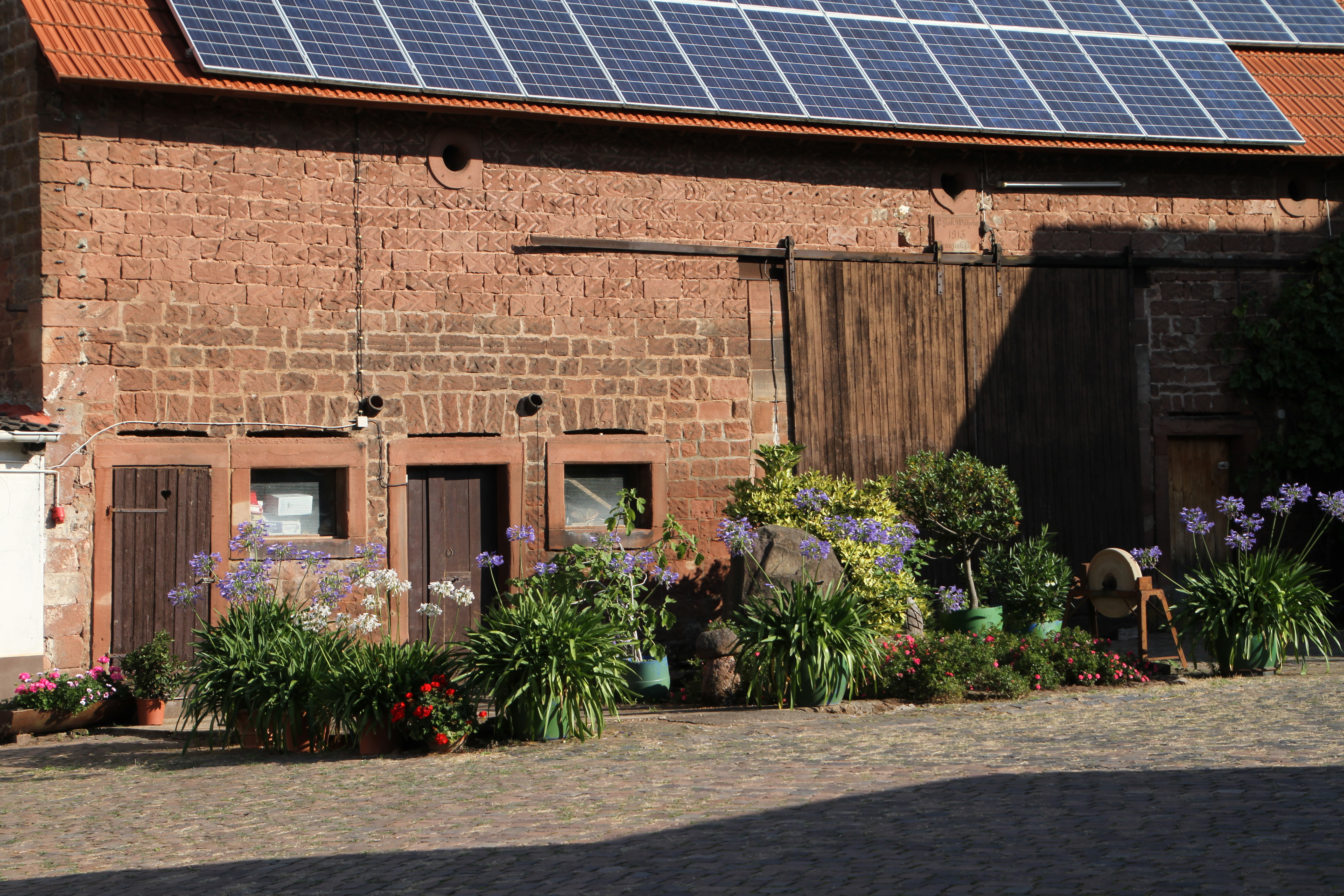
Bauernhof in Donsieders

Seit Kriegsende wandelte sich das Dorf von einer landwirtschaftlich geprägten Gemeinde zu einem überwiegenden Wohnort. Anfang der fünfziger Jahre des 20. Jahrhunderts war die Tier- und Kleintierhaltung noch weit verbreitet, von 290 Haushalten hielten 142 Vieh, viele Bürger betrieben Landwirtschaft als Nebenerwerb. Es existierten 89 land- oder forstwirtschaftliche Betriebe, die mit 241 Arbeitskräften insgesamt 458 Hektar Fläche bewirtschafteten. 31 davon bewirtschafteten höchstens eine Fläche, die etwa der Größe zweier Fußballfelder entsprach. Im Ort gab es 52 Pferde, 483 Stück Rindvieh, 223 Schweine, 138 Schafe, 136 Ziegen, 1894 Stück Geflügel.
Im Zuge der ersten rheinland-pfälzischen Verwaltungsreform wurde die Gemeinde 1972 der neugeschaffenen Verbandsgemeinde Rodalben zugeordnet.
Im Jahr 2005 gab es noch neun landwirtschaftliche Betriebe, die 403 Hektar bewirtschafteten. Sie hielten 289 Stück Rindvieh.

## Bevölkerung

### Religion
Es gibt zwei Kirchen in Donsieders: Die katholische Herz-Jesu-Kirche und die im Jahre 1963 eingeweihte protestantische Martin-Luther-Kirche. Im Ort selbst gab es im Januar 2023 insgesamt 415 Katholiken (45,7 %), 277 Protestanten (30,5 %) sowie 209 kirchlich nicht Gebundene (23 %). Vier Bürger gehörten einer freikirchlichen Gemeinschaft an, einer war griechisch-orthodox.

### Bevölkerungsentwicklung
Urkundlich überliefert sind große Bevölkerungsverluste durch den Dreißigjährigen Krieg. Während 1620 25 Familien in Donsieders lebten, waren es 1661 noch sieben. 1680 wurden ebenfalls sieben Familien gezählt. Von der zweiten Hälfte bis Ende des 17. Jahrhunderts ließen sich, gefördert durch die Ansiedelungspolitik des regierenden Grafen Friedrich Casimir von Hanau Neusiedler aus der Schweiz, Österreich und Frankreich im Ort nieder.
Erste mit moderner Volkszählung vergleichbare Daten liegen aus dem Jahr 1769 vor, sie zeigen einen allmählichen Anstieg der Bevölkerungszahlen bis zum Ende des 18. Jahrhunderts: 1769 hatte Donsieders inklusive Biebermühle 269 Einwohner; 1787 waren es 312. Im Jahr 1800, als Donsieders zum Département du Mont-Tonnerre gehörte, zu diesem Zeitpunkt verwaltet von der Ersten Französischen Republik, wurden 301 Einwohner gezählt, davon waren 207 Lutheraner und 94 Katholiken.
Am Ende des 18. Jahrhunderts setzte eine Auswanderungsbewegung ein, zunächst in Richtung Osten. Als erste zog 1785 die fünfköpfige Familie Beer über Mährisch-Neustadt nach Galizien, das damals 13 Jahre unter österreichischer Herrschaft stand. Angeworbene Auswanderer aus der Pfalz wurden dort angesiedelt. 1809 wanderte die in Donsieders geborene Magdalena Schäfer mit ihrem Mann Jakob Reinhard nach Neurussland aus. Die Reinhards gehörten zu den Mitbegründern des heute nicht mehr existierenden russlanddeutschen katholischen Dorfes Sulz bei Odessa in der Region Beresan. In dieser Region des Russischen Kaiserreiches stellten die Pfälzer damals die größte Gruppe deutschsprachiger Neusiedler, wovon alte Ortsnamen wie Landau, Kandel, Neu Speyer oder Worms zeugen. Seit 1836 gab es eine regelmäßige Übersiedlung in die USA, sie hielt bis in die zwanziger Jahre des 20. Jahrhunderts an. Insgesamt wanderten über 40 Familien, Paare oder Einzelpersonen in die Vereinigten Staaten aus. Donsieders folgt damit den Hauptlinien der pfälzischen Migrationsgeschichte: Die Pfalz war im ausgehenden 17. Jahrhundert ein klassisches Einwanderungsland und wurde im 19. Jahrhundert zum Auswanderungsland.
Die letzte demographisch bemerkenswerte Zuwanderung gab es in den Jahren 1945 bis 1950, als insgesamt 65 Neubürger aus den ehemals deutschen Ostgebieten sich in Donsieders niederließen. Ihre Nachfahren leben zum großen Teil noch heute im Ort.
In den letzten 30 Jahren ist eine deutliche Alterung der Bevölkerung festzustellen. Der Anteil der unter 20-Jährigen sank von 31,4 % (1975) auf 19,1 % (2006) und schließlich auf 16,1 Prozent (2022). Gleichzeitig stieg der Anteil der 20- bis 60-Jährigen von 48,9 % (1975) auf 55,1 % (2006), derjenige der über 60-Jährigen von 19,6 % (1975) erst auf 25,8 % (2006) und mittlerweile auf rund 33 % (2022).

### Einwohnerzahlen
| Bevölkerungsentwicklung in Donsieders |      |      |      |      |      |      |      |      |      |      |      |      |      |      |      |      |
| Jahr                                  | 1769 | 1780 | 1787 | 1800 | 1815 | 1835 | 1871 | 1905 | 1939 | 1950 | 1970 | 1990 | 2000 | 2006 | 2019 | 2023 |
| Einwohner                             | 269  | 274  | 312  | 301  | 887  | 586  | 522  | 633  | 916  | 982  | 1191 | 1069 | 1034 | 1025 | 917  | 935  |

## Politik

### Gemeinderat
Der Gemeinderat in Donsieders besteht aus zwölf Ratsmitgliedern, die bei der Kommunalwahl am 9. Juni 2024 in einer personalisierten Verhältniswahl gewählt wurden, und dem ehrenamtlichen Ortsbürgermeister als Vorsitzendem. Bis 2014 gehörten dem Gemeinderat 16 Ratsmitglieder an.
Die Sitzverteilung im Gemeinderat:
| Wahl | SPD | FWG * | WGK * | Gesamt   |
| ---- | --- | ----- | ----- | -------- |
| 2024 | 5   | 5     | 2     | 12 Sitze |
| 2019 | 7   | 4     | 1     | 12 Sitze |
| 2014 | 6   | 4     | 2     | 12 Sitze |
| 2009 | 4   | 9     | 3     | 16 Sitze |
| 2004 | 2   | 11    | 3     | 16 Sitze |

### Ortsbürgermeister
Rainer Peifer (FWG) wurde am 2. September 2024 Ortsbürgermeister von Donsieders. Bei der Direktwahl am 9. Juni 2024 hatte er sich mit einem Stimmenanteil von 66,3 % gegen einen Mitbewerber durchgesetzt.
Pfeifers Vorgänger Peter Spitzer (SPD) hatte das Amt 2009 übernommen. Zuletzt bei der Direktwahl am 26. Mai 2019 war er mit einem Stimmenanteil von 82,94 % für weitere fünf Jahre in seinem Amt bestätigt worden. Zur Wahl 2024 trat er als Ortsbürgermeisterkandidat nicht erneut an.

### Wappen
| Wappen von Donsieders | Blasonierung: „Von Gold und Rot gespalten, rechts eine bewurzelte goldene Buche, links drei rote Sparren.“ |
| Wappen von Donsieders | Wappenbegründung: Das 1988 genehmigte Wappen zeigt eine goldene Buche mit Wurzeln im rechten Feld als Hinweis auf den Ortsnamen. Die drei roten Sparren im linken Feld weisen auf die historische Zugehörigkeit zur Grafschaft Hanau-Lichtenberg hin. |

### Partnergemeinden
Die Ursprünge der Partnerschaft zwischen Donsieders und Brasles im Département Aisne reichen in die Zeit des Zweiten Weltkrieges zurück, als der Kriegsgefangene Robert Hervier aus Brasles bei einer Bauernfamilie in Donsieders arbeitete. In den achtziger Jahren besuchte Herviers Familie erstmals die deutsche Familie, bei der ihr Vater in den vierziger Jahren gearbeitet hatte; daraus entwickelte sich die Partnerschaft zwischen beiden Gemeinden, die am 23. Oktober 1993 offiziell in Brasles besiegelt wurde.

## Kultur und Sehenswürdigkeiten

### Kulturdenkmäler

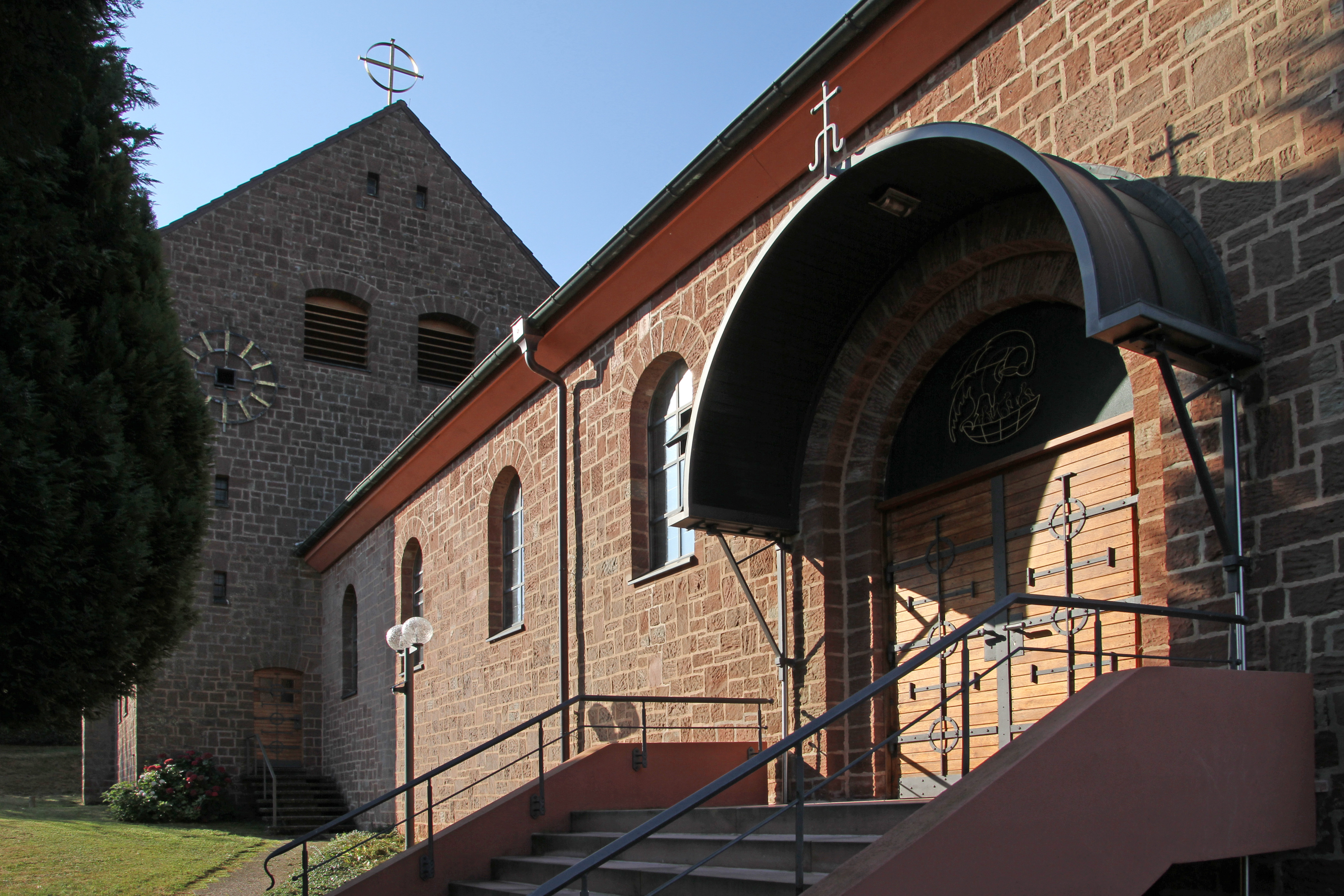
Herz-Jesu-Kirche

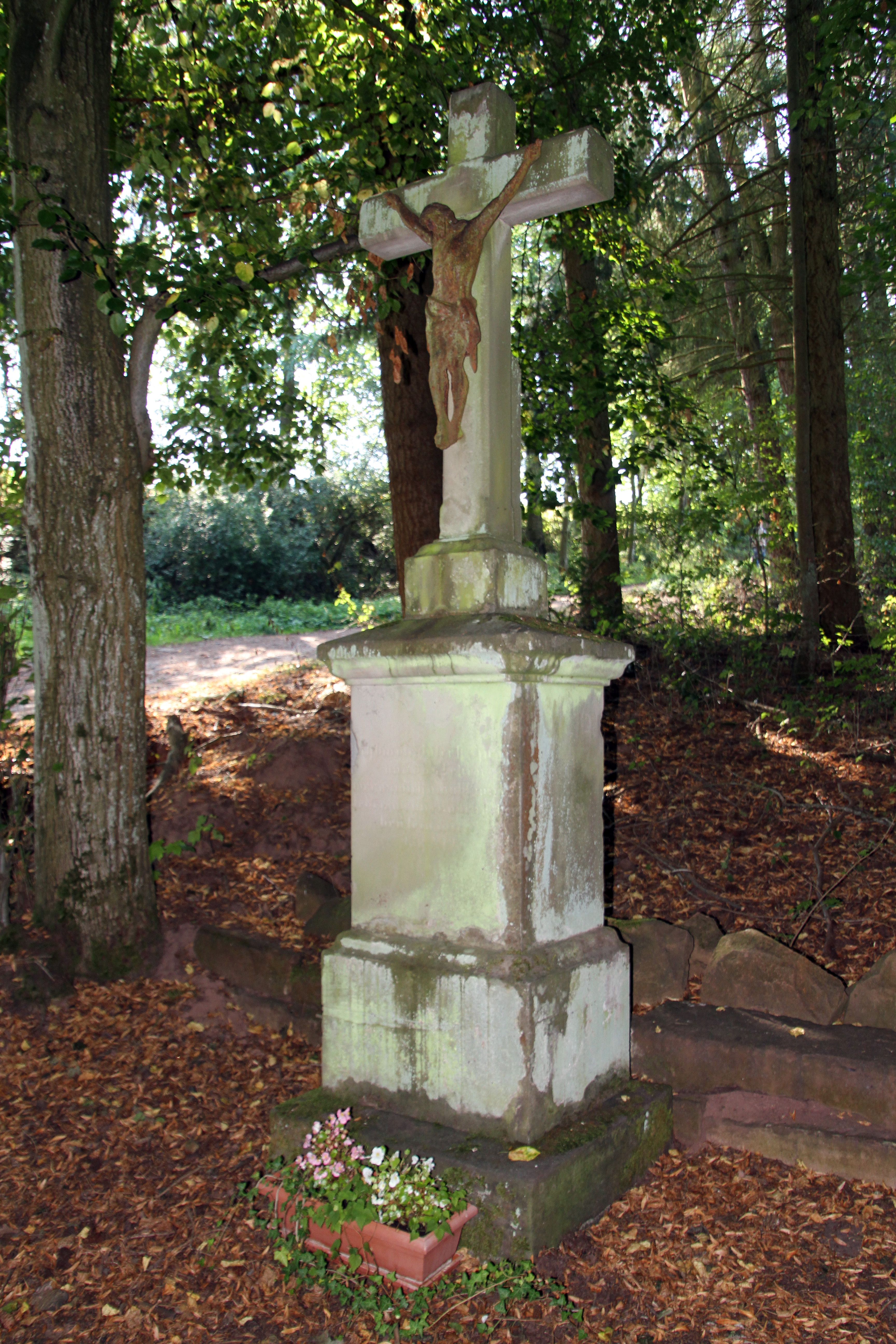
Wegkreuz bei Maria Rosenberg

In Donsieders gibt es zwei Kulturdenkmäler: Die römisch-katholische Kirche Herz-Jesu von 1934, erbaut nach Entwürfen des Würzburger Architekten Albert Boßlet in der Clauser Straße, ein romanisierender Bruchsandstein-Saalbau, der für diese Phase von Boßlets Schaffen typisch ist. Im Norden von Donsieders, am Rande des Weges zum Kloster Maria Rosenberg steht ein für diese Region charakteristisches Wegekreuz. Das Kruzifix stammt aus der Zeit um 1900.
700 Meter vom Ortsrand entfernt, schon im Bereich der Gemeinde Waldfischbach-Burgalben liegt im Tal der Wallfahrtsort Maria Rosenberg. Der Friedhof von Maria Rosenberg diente lange Zeit als Begräbnisstätte für Donsieders.
Auf dem Friedhof des Ortes liegen einige wenige Gräber osteuropäischer Zwangsarbeiter die im Durchgangslager Pirmasens starben, das damals auf der Gemarkung der Gemeinde Donsieders lag. Die übrigen 502 Verstorbenen wurden zusammen mit Tausenden anderer osteuropäischer Opfer auf dem Waldfriedhof in Mainz-Mombach bestattet.

### Vereine

#### Musikvereine
Am 2. Juli 1883 wurde in Donsieders der Gesangverein Fröhlichkeit 1883 e. V. gegründet. Dem Verein gehören heute vier Chöre an:
- Seit Beginn besteht ein Männerchor.
- 1988 wurde der Chor sine nomine gegründet, ein Ensemble, das sich vor allem dem klassischen und modernen A-cappella-Gesang widmet.
- 1989 wurde ein Frauenchor angegliedert.
- 1994 wurde der junge Chor Young Voices gegründet, ursprünglich besonders dem Gospelgesang aufgeschlossen, reicht dessen Repertoire mittlerweile über die volle musikalische Bandbreite, von Oldies über Schlager, Pop, traditionelle Chormusik bis zur Folklore.

Chorleiter aller Chöre ist seit 1983 Achim Baas.
Der Katholische Kirchenchor sowie der Evangelische Posaunenchor runden das musikalische Angebot in Donsieders ab.

#### Sonstige Vereine
Der Sportverein 1950 e. V. wurde am 20. August 1950 unter dem Namen Sportverein Donsieders e. V. als Fußballverein gegründet. Die Vereinsfarben sind Rot-Weiß. Die Fußballkleidung besteht aus einem weißen Hemd, einer roten Hose und roten Stutzen bzw. einem roten Hemd, einer roten Hose und roten Stutzen. Im Oktober 1975 wurde innerhalb des SV Donsieders eine Frauengymnastikgruppe gegründet. Der Verein unterhält eine Gaststätte am Sportplatz.
Unter der Bezeichnung Bulldog-Freunde hat sich im Jahr 2000 eine Gruppe aus Traktorfreunden zusammengefunden. Sie widmete sich unter anderem dem Auffinden und Restaurieren historischer Traktoren. Im Jahr 2010 wurde der Verein Bulldogfreunde Donsieders e. V., der aus dieser Gruppe hervorgegangen ist, in das Vereinsregister eingetragen.
Die Geschichte der Feuerwehr in Donsieders reicht bis in das Jahr 1870 zurück. Schriftliche Aufzeichnungen gibt es erstmals aus dem Jahr 1880. Heute ist die Feuerwehr Donsieders Teil der Freiwilligen Feuerwehr der Verbandsgemeinde Rodalben. Zudem existiert eine Ortsgruppe des Pfälzerwald-Vereins.

## Wirtschaft und Infrastruktur

### Wirtschaft
Donsieders ist der Sitz der Firma POLY-TOOLS bennewart GmbH. Sie produziert Blaswerkzeuge und Spritzgießwerkzeuge unter anderem für Wasch- und Reinigungsmittelhersteller, Blasbetriebe und Abfüllbetriebe. Das Unternehmen beschäftigt achtzig Mitarbeiter.

### Verkehr
Durch den Ort führt die Landesstraße 498. Die Kreisstraße 27 verbindet den Kernort mit der Biebermühle. Über die nahegelegene Auffahrt Thaleischweiler-Fröschen der A 62 besteht Anschluss an den Fernverkehr. Über eine Buslinie ist Donsieders mit der Wabennummer 731 an den Verkehrsverbund Rhein-Neckar angeschlossen.
Der Bahnhof Pirmasens Nord befindet sich, wenngleich bereits auf Gemarkung von Thaleischweiler-Fröschen gelegen, in unmittelbarer Nähe der Biebermühle und trug bis in die 1930er Jahre des zwanzigsten Jahrhunderts zusätzlich deren Namen. Von ihm aus besteht Anschluss nach Pirmasens sowie über die Bahnstrecke Landau–Rohrbach nach Saarbrücken und Landau und die Biebermühlbahn nach Kaiserslautern.

### Tourismus
Im Süden der Gemarkung befindet sich die Schutzhütte am Kaltenbrunnen. Durch Donsieders verläuft mit dem von Kaiserslautern bis nach Schweigen-Rechtenbach führenden Pfälzer Waldpfad ein Prädikatswanderweg.